# Little Orphan Annie
Pour les articles homonymes, voir Orphan.
Little Orphan Annie est un comic strip créé par Harold Gray. Elle apparaît le 5 août 1924 dans le New York Daily News et fait depuis partie des plus grands classiques de la bande dessinée américaine. À la fin des années 1930, c'était le comic strip le plus populaire du pays.

## Genèse
Lettreur de Sidney Smith sur sa série The Gumps, Harold Gray décide de voler de ses propres ailes et propose à Joseph Medill Patterson un projet de série : Little Orphan Otto, les aventures d'un petit garçon dynamique. Patterson accepte le projet mais, considérant qu'il existe déjà bien trop d'histoires pour garçons, demande à Harold Gray de renommer son héros, d'en faire une héroïne et de lui mettre une robe. Peut-être Gray s'est-il souvenu du poème de James Whitcomb Riley (1849-1916), Little Orphan Annie pour trouver le nom et le tempérament de son héroïne ? 
Peut-être Gray a-t-il vu la photographie de Lewis Hine légendée "Little Orphan Annie in a Pittsburgh Institution" en 1909 ? et fut touché par cette profonde solitude et misère de cette petite fille qui porte un nœud dans ses cheveux, une coquetterie au regard de sa robe tachée et de ses pieds nus (et perdus).
À partir de la crise économique de 1929, Harold Gray utilise ses bandes dessinées comme tribune pour ses idées politiques très conservatrices — mais il convient d'être prudent à ce sujet, Gray est souvent pointé du doigt comme réactionnaire, or, avant tout, il cherche à comprendre le monde (en témoignent les 40 000 miles qu'il disait parcourir chaque année pour mieux connaître son pays), ce qui est paradoxal puisque, dans sa position d'auteur, il est avant tout le créateur d'un monde.
Dans Annie, Harold Gray développe une idéologie politique complexe : ses héros Annie et Oliver « Daddy » Warbucks obtiennent tout ce qu'ils veulent par leur volonté et leur sens des affaires. Pour eux, l'audace paie toujours. Mais tous les protagonistes de Little Orphan Annie ne sont pas dans ce cas, nombreux sont ceux qui ont besoin d'un "coup de pouce", et même parfois, de charité (que Warbucks déguise volontiers en providence, afin de préserver la dignité des personnes dont il se montre le bienfaiteur). Si l'idéal de héros de Gray est bien ce que l'on nomme "les battants", l'auteur rappelle régulièrement que tout le monde n'est pas un « battant », ni ne peut le devenir, et il rappelle souvent aussi qu'un homme d'affaires se doit d'avoir une éthique et qu'il n'existe pas d'argent facile.
Parfois, animé d'un grand souci de pédagogie, Harold Gray détaille le mécanisme de certains secteurs économiques, montrant par exemple comment un commerce peut se développer, comment utiliser la publicité, etc.
Au cours des années 1940, Little Orphan Anniee est suivie quotidiennement par 25 millions de lecteurs. Après le décès de son auteur en 1967, Little Orphan Annie continue tant bien que mal, sous le crayon de Philipp Blaisdell notamment, jusqu'en 1974, le scénario est pendant quelque temps assuré par Joe Orlando.
Le succès de la comédie musicale Annie permet à Leonard Starr de faire revivre le personnage en 1979, sous le nouveau titre de Annie (et non plus Little Orphan Annie).
En 2000, Leonard Starr prend sa retraite et laisse la main à Jay Maeder et aux dessinateurs Andrew Pepoy, Alan Kupperberg et Ted Slampyak.

Le 13 juin 2010, alors qu'Annie a troqué depuis longtemps sa robe rouge pour un pantalon, la série s'arrête, sans doute définitivement : seuls vingt journaux continuaient à la publier.

## Personnages
- Annie, dont l'expression favorite est « Leapin' Lizards! » (« lézards sautant ! »)
- Oliver Warbucks, qui apparaît le 27 septembre 1924. Milliardaire autodidacte, il se prend vite d'affection pour Annie. En 1969, il est atteint d'un cancer, tout comme son auteur Harold Gray. Il y survit — Harold Gray, non. Warbucks est un personnage très complexe. Il s'est enrichi en vendant des munitions pendant la guerre de 1914-1918 mais souffre de sa réputation de « marchand de canons ». Au début de l'histoire, il est marié. Son épouse disparaît aussi discrètement que rapidement du strip, et, quelques années plus tard, Warbucks s'éprend d'une ancienne actrice, Trixie Tinkle.
- Sandy, qui apparaît le 5 janvier 1925. C'est le chien d'Annie.
- Punjab, qui apparaît en janvier 1935, est le serviteur et le garde du corps indien de Mr Warbucks. Mystérieux et fidèle.
- Asp, qui apparaît 21 février 1937 est le second serviteur et garde du corps de Mr Warbucks. Comme Punjab (ou peut-être plus car il se montre souvent très discret), il est mystérieux, inquiétant, et a des pouvoirs magiques.
- Mr. Am, qui apparaît le 18 avril 1937, est de loin le personnage le plus étrange de la série. Parlant des milliers de langues, connaissant la terre entière et vivant depuis des millions d'années (depuis toujours et pour toujours, selon Warbucks), il est capable de rendre la vie au mort (Asp et Warbucks en l'occurrence), ce personnage permet à son auteur de glisser dans la série diverses pensées philosophiques. Pour beaucoup, Am est une personnification de dieu (qui disait à Moïse : « je suis celui qui est (suis) » ; en anglais : « I am who I am »). Une citation : « Toutes les villes modernes se ressemblent, Babylone, Jéricho, celle-ci [New York]  »

## Adaptations
Radio
- entre 1931 et 1940, Little Orphan Annie (en) est une série radiophonique à succès, sponsorisée par la marque Ovaltine.

Cinéma
- 1932 : Little Orphan Annie (en), première adaptation des aventures d'Annie pour le grand écran réalisé par John S. Robertson, avec Mitzi Green, Buster Phelps, May Robson et Edgar Kennedy
- 1938 : Little Orphan Annie (en), de Ben Holmes, avec Ann Gillis
- 1977 : Annie, comédie musicale de Broadway (qui prend les opinions politiques de Harold Gray à rebrousse-poil)
- 1982 : Annie, film de John Huston, qui porte à l'écran la pièce musicale de 1977.
- 2014 : Annie, film coproduit, écrit et réalisé par Will Gluck. C'est une nouvelle adaptation contemporaine de la comédie musicale.

Télévision
- 1999 : Annie, téléfilm produit par Disney (distribué en DVD-VHS) qui reprend la comédie musicale de Broadway en l'amputant de son caractère politique.

Théâtre
- 1990 : Annie 2: Miss Hannigan's revenge, pièce de Thomas Meehan, avec une musique de Charles Strouse et des paroles de Martin Charnin, soit l'équipe de la comédie musicale Annie. Testée sur le public de Washington, elle ne plaît pas assez pour être montrée ailleurs.
- 1992 : Annie Warbucks, version améliorée de Annie 2: Miss Hannigan's revenge.
- 1995 : Annie: A Royal Adventure!, film de Ian Toynton avec Ashley Johnson, Joan Collins et George Hearn, sorti en vidéo uniquement et destiné, pour Columbia, à amortir l'acquisition des droits de la comédie musicale Annie — droits qui permettaient à leurs propriétaires la réalisation d'une suite.

Parodies
Le personnage d'Annie a par ailleurs été imité ou parodié à plusieurs reprises :
- Little Annie Rooney, bande dessinée créée par Darrell McClure, directement inspirée par Little Orphan Annie (c'était sans doute une tentative du King Features Syndicate de récupérer le succès de Little Orphan Annie) et avec qui le lectorat français notamment la confond, car contrairement à Little Orphan Annie, Annie Rooney a été publiée en France dans Le Journal de Mickey et éditée sous forme de recueils dans la célèbre collection Copyright des éditions Futuropolis, peu après la sortie du film de John Huston.
- Little Annie Fanny, dans Playboy, par Will Elder et Harvey Kurtzman (1962), qui parodie autant Little Orphan Annie que Little Annie Rooney.
- Walt Kelly (Pogo) ou Al Capp (Li'l Abner) ont parodié Annie dans leurs œuvres respectives.
- Les Tijuana bibles (ou Dirty Comics, ou encore Eight Pagers), bandes dessinées clandestines et érotiques des années 1930-1940 qui parodiaient les séries à la mode ont évidemment pris Annie pour cible[B 1].

## Publications

### Éditions deLittle Orphan Annie
Il n'existe aucune adaptation en français de Little Orphan Annie, il convient donc de se reporter au matériel anglo-saxon.
Trois hebdomadaires québécois ont cependant publié les planches du dimanche de cette bande en français dans leurs cahiers BD couleur. Voir: http://fr.la-bd-de-journal-au-quebec.wikia.com/wiki/Little_Orphan_Annie
- Little Orphan Annie: 1931, éd. Fantagraphics, 1987
- Little Orphan Annie: 1932, éd. Fantagraphics, 1988
- Little Orphan Annie: 1933, éd. Fantagraphics, 1991,  (ISBN 1-56097-039-1)
- Little Orphan Annie: 1934, éd. Fantagraphics, 1992,  (ISBN 1-56097-092-8)
- Little Orphan Annie: 1935, éd. Fantagraphics, 1997,  (ISBN 1-56097-129-0) (note : ce dernier volume comporte un grave problème de pagination)
- Arf ! the life and hard times of Little Orphan Annie, 1935-1945, Arlington House, 1970
- Little Orphan Annie in the great depression, Dover, 1982,  (ISBN 0-486-23737-0) (où l'on voit Oliver Warbucks ruiné par la crise de 1929, forcé d'accepter n'importe quel emploi, manquer de finir clochard et handicapé)
- Little Orphan Annie in Cosmic City, Dover, 1982,  (ISBN 0-486-24421-0)